# Ludwig Kirsner
Ludwig Kirsner (* 11. November 1810 in Donaueschingen; † 6. September 1876 ebenda) war ein deutscher Apotheker und Reichstagsabgeordneter.

## Leben
Ludwig Kirsner besuchte das Gymnasium in Donaueschingen, bevor er in Freiburg und Halle naturwissenschaftliche Studien betrieb. So ausgebildet konnte er die Hofapotheke seines Vaters Josef Kirsner übernehmen, die er zeit seines Lebens leitete.
Am 20. November 1832 heiratete Kirsner in Donaueschingen Amalia Elsässer (* 31. Dezember 1810), deren Schwester Josephine (* 20. April 1823) 1843 den Bildhauer Franz Xaver Reich heiraten sollte.
Kirsner wurde 1848 Vorstand eines liberal-konservativen Vereins und 1849 in die Zweiten Badische Kammer gewählt. Von 1852 bis 1854 war er Bürgermeister seiner Heimatstadt Donaueschingen. 1860 war er einer der Vorkämpfer gegen das vom Ministerium Franz von Stengel mit dem Vatikan abgeschlossene Konkordat. Ab 1871 war Ludwig Kirsner Präsident der Zweiten Kammer.
Von 1868 bis 1871 war er Mitglied des Zollparlaments und von 1871 bis 1874 des Deutschen Reichstags für die Nationalliberale Partei und den Wahlkreis 2. Baden, Donaueschingen-Villingen-Bonndorf-Engen-Triberg.
Während seiner dritten Amtszeit als Präsident der Zweiten Kammer des Badischen Landtags, trat er am 10. April 1876 krankheitsbedingt zurück. Am folgenden Tag wurde August Lamey zu seinem Nachfolger gewählt. Am 6. September 1876 verstarb er.

Am 5. Oktober 1879 wurde ihm zu Ehren in Donaueschingen ein Denkmal enthüllt: Auf dem Piedestal thronte eine Pyramide mit einer Bronzebüste des Politikers, deren Modell sein Schwager Franz Xaver Reich geschaffen hatte. Das Piedestal war mit Worten versehen, die Joseph Viktor von Scheffel verfasst hatte: 

„Freisinnig und gerecht, staatsmännisch klar, maßvoll und versöhnen, selbstloser Pflichterfüllung Vorbild – Ein segensreiches Vierteljahrhundert badischen Verfassungslebens ist mit seinem Wirken verknüpft.“

In Donaueschingen ist heute noch eine Straße nach Ludwig Kirsner benannt.